# Keisha (attrice pornografica)
Keisha (Los Angeles, 25 ottobre 1966) è un'ex attrice pornografica statunitense, inserita nella AVN Hall of Fame nel 1998 e nella XRCO Hall of Fame nel  2006.

## Riconoscimenti
AVN Awards
- 1998 - Hall of Fame[4]

XRCO Award
- 2006 – Hall of Fame[5]